# Trilogia popolare
La triade verdiana è un gruppo di tre opere (Rigoletto, Il trovatore e La traviata) del compositore italiano Giuseppe Verdi. Con tali lavori Verdi raggiunse la piena maturità artistica e la fama internazionale. Talvolta e più impropriamente ci si riferisce a questa trilogia come "romantica".

## Significato del nome
L'uso di definire triade le opere liriche il Rigoletto, il Trovatore e la Traviata, composte in rapida successione, una dietro l'altra, e divenute notissime appunto come "triade verdiana", non viene da Verdi stesso. Al contrario di un lavoro come Il trittico (Il tabarro, Suor Angelica e Gianni Schicchi) di Giacomo Puccini o L'anello del Nibelungo (L'oro del Reno, La Valchiria, Sigfrido e Il crepuscolo degli dei) di Richard Wagner, pensato come una composizione completa, unitaria e coerente di ogni sua parte, la cosiddetta "triade verdiana" è una definizione venuta a posteriori delle composizioni delle singole opere. Indica casomai un periodo della vita musicale di Verdi e di lavori stessi (le opere scritte fra il 1851 e il 1853) nei quali raggiunse una piena maturità artistica, sancendo inequivocabilmente la sua concezione drammaturgica e dando piena dimostrazione di quanto egli padroneggiasse oramai in maniera perfetta i propri mezzi espressivi. La profonda diversità dei tre drammi musicali costituisce un'ulteriore conferma di tali affermazioni, dal momento che ci dà un ampio spettro della visione, della sensibilità e delle molteplici capacità espressive dell'artista.
L'origine invece dell'aggettivo popolare è più dibattuta: da una parte indica le tre opere di Verdi che hanno per protagonisti personaggi popolari, quindi non nobili: Rigoletto, un buffone gobbo, quasi un emarginato, la Traviata (Violetta), giovane cortigiana parigina, dedita alla vita mondana, e Manrico, il Trovatore, il figlio di una zingara; dall'altra l'aggettivo "popolare" indicherebbe proprio il carattere popolare e di successo che le opere ebbero (nell'immediato o meno) e godono tuttora presso il pubblico.

## IlRigoletto
Il Rigoletto venne rappresentato per la prima volta l'11 marzo del 1851 a Venezia, al Teatro la Fenice. Liberamente tratta da un dramma di Victor Hugo intitolato Le Roi s'amuse ("Il re si diverte") su libretto di Francesco Maria Piave, narra di uno storpio buffone di corte che organizza scherzi crudeli verso chiunque gli capiti a tiro. L'unica nota gentile della sua vita è la figlia Gilda, ormai orfana di madre, e luce dei suoi occhi. Il Duca di Mantova rapisce e violenta la ragazza. Per vendicarsi, il buffone assolda Sparafucile perché uccida il nobile. Ma la ragazza, che ne è comunque innamorata, si sostituisce a lui e perde la vita al suo posto. Straziante è la scena quando il padre scopre il cadavere della figlia.

### Arie principali
- Questa o quella per me pari sono (tenore)
- Cortigiani vil razza dannata (baritono)
- La donna è mobile (tenore)
- Bella figlia dell'amore (quartetto)

## IlTrovatore
Neanche due anni dopo il Rigoletto, il 19 gennaio del 1853, all'Apollo di Roma, va in scena Il trovatore. Lo spunto è preso da El Trovador di Antonio García Gutiérrez, librettista è Salvatore Cammarano, che muore a pochi giorni dalla prima, e Verdi è costretto a chiedere alcune modifiche a Leone Emanuele Bardare, un collaboratore del defunto. Il dramma in quattro atti è ambientato in Spagna e racconta l'amore provato da Manrico e dal Conte di Luna per la stessa donna, Leonora. I due uomini non sanno di essere fratelli, perché il primo è stato rapito quando ancora era un bambino dalla zingara Azucena, che vuole vendicarsi dell'uccisione della madre ma che, per errore, sopprime il proprio figlio al posto dell'altro e pur disperata lo cresce come fosse suo. Lo zingaro viene catturato e condannato a morire, la donna amata cerca di salvarlo ma, non riuscendo nell'intento, si avvelena. Azucena, riesce a rivelare la vera identità del ragazzo al fratello che lo ha fatto sopprimere. Tinte forti per questo lavoro che ha subito avuto un notevole successo di pubblico.

### Arie principali
- Abbietta zingara... (basso)
- Vedi le fosche notturne spoglie... (coro)
- Stride la vampa (mezzosoprano)
- Di quella pira (tenore)

## Latraviata
La triade si chiude il 6 marzo dello stesso 1853, presso il teatro veneziano che ha visto il suo inizio, con la messa in scena de La traviata. Francesco Maria Piave adatta il dramma teatrale  La signora delle camelie di Dumas figlio portato in scena nel febbraio del 1852 presso il Theatre du Vaudeville. Verdi compie una vera e propria "rivoluzione" teatrale con quest'opera. Fu un fiasco, a causa dell'argomento scabroso per l'epoca e degli interpreti non all'altezza delle parti loro assegnate. L'anno seguente venne riproposta al Teatro San Benedetto in virtù dell’apporto dell’impresario teatrale Antonio Gallo e riscosse il meritato successo. Tutti conoscono il disperato amore di Violetta per Alfredo, lo sprezzo del padre di questi per la donna di vita, i sacrifici fatti dalla mondana per l'uomo amato ed infine la sua morte per tubercolosi.

### Arie principali
- Amami, Alfredo (soprano)
- Libiamo nei lieti calici (duetto e coro)
- Sempre Libera (soprano)
- Di Provenza il mare e il suol (baritono)